# Llista d'estacions de trens de Luxemburg
Llista d'estacions de trens de Luxemburg. Luxemburg té una ben desenvolupada xarxa de trens, degut parcialment als seus processos siderúrgics, com les molt industrialitzades Terres Roges, que són particularment ben connectades. Com a resultat, la majoria de les ciutats amb més de mil habitants té almenys una estació i, en el cas de la ciutat de Luxemburg i Dudelange, fins a quatre.
- Top
- 0–9
- A
- B
- C
- D
- E
- F
- G
- H
- I
- J
- K
- L
- M
- N
- O
- P
- Q
- R
- S
- T
- U
- V
- W
- X
- Y
- Z

## B
- Bascharage-Sanem
- Belval-Rédange
- Belval-Universitat
- Belval-Liceu
- Belvaux-Soleuvre
- Berchem
- Bertrange-Strassen
- Bettembourg
- Betzdorf

## C
- Capellen
- Cents-Hamm
- Cruchten
- Clervaux
- Colmar-Berg

## D
- Diekirch
- Differdange
- Dippach-Reckange
- Dommeldange
- Drauffelt
- Dudelange-Burange
- Dudelange-Centre
- Dudelange-Usines
- Dudelange-Ville

## E
- Esch-sur-Alzette
- Ettelbruck

## G
- Goebelsmuhle

## H
- Heisdorf
- Hollerich

## K
- Kautenbach
- Kayl
- Kleinbettingen

## L
- Lamadelaine
- Leudelange
- Lintgen
- Lorentzweiler
- Luxemburg

## M
- Mamer
- Mamer-Lycée
- Manternach
- Maulusmühle
- Merkholtz
- Mersch
- Mertert
- Michelau
- Munsbach

## N
- Niederkorn
- Noertzange

## O
- Oberkorn
- Oetrange

## P
- Paradiso
- Pétange

## R
- Rodange
- Roodt
- Rumelange

## S
- Sandweiler-Contern
- Schieren
- Schifflange
- Schouweiler

## T
- Tétange
- Troisvierges

## W
- Walferdange
- Wasserbillig
- Wecker
- Wiltz
- Wilwerwiltz